# Калуджерович, Мирослав
Мирослав Калуджерович (черног. Miroslav Kaluđerović / Мирослав Калуђеровић; 4 февраля 1986, Титоград, СФРЮ) — черногорский футболист, защитник.

## Биография

### Клубная карьера
В 2001 году попал в основной состав клуба «Зета» из пригорода Подгорицы Голубовци. 25 августа 2005 года дебютировал в еврокубках в матче Кубка УЕФА против боснийского «Широки Бриег» (2:4). По итогам двух матчей «Зета» вылетела из турнира, проиграв (2:5 по итогам двух матчей). В июле 2006 года сыграл в Кубке Интертото, где «Зета» уступила словенскому «Марибору» (4:1 по сумме двух матчей).
Калуджерович вместе с командой выиграл первый чемпионат Черногории 2006/07, в Кубке Черногории «Зета» дошла до полуфинала где проиграла «Сутьески» (3:2). Летом 2007 года «Зета» участвовала в квалификации Лиги чемпионов, в первом раунде клуб обыграл литовский «Каунас» (5:4 по сумме двух матчей), а после уступил шотландскому «Рейнджерсу» (5:1 также по сумме двух матчей). В последующие годы команда также безуспешно участвовала в еврокубках, в сезоне 2008/09 «Зета» проиграла «Интерблоку» в Кубке УЕФА, а в сезона 2010/11 уступила «Дачии» уже в Лиге Европы.
В феврале 2010 года побывал на просмотре в молдавском «Шерифе», но клубу не подошёл. В начале января 2011 года появилась информация о том, что Калуджерович прибудет на сбор харьковского «Металлиста» в Дубае 18 января 2011 года.
С сезона 2013/14 выступает за «Могрен».

### Карьера в сборной
Провёл 3 матча за молодёжную сборную Черногории до 21 года в турнирах УЕФА.

## Достижения
- Чемпион Черногории (1): 2006/07